# Omar Blebel
Omar Blebel Torrazini (ur. 4 marca 1922 w Rosario, zm. 1 grudnia 2002 w Pasadenie) – argentyński zapaśnik walczący w obu stylach. Dwukrotny olimpijczyk. Zajął trzynaste miejsce w Londynie 1948 w stylu klasycznym, w wadze do 62 kg i czternaste w Helsinkach 1952 w stylu wolnym, w kategorii do 57 kg.
Złoty medalista igrzysk panamerykańskich w 1951 i 1955 roku.

## Letnie Igrzyska Olimpijskie 1948
| Konkurencja          | Rundy eliminacyjne | Rundy eliminacyjne      | Klas. końcowa |
| Konkurencja          | Przeciwnik I       | Przeciwnik II           | Miejsce       |
| -------------------- | ------------------ | ----------------------- | ------------- |
| 62 kg styl klasyczny | Henk Dijk (NED) P  | Andonios Grilos (GRE) P | 13.           |

## Letnie Igrzyska Olimpijskie 1952
| Konkurencja       | Rundy eliminacyjne | Rundy eliminacyjne     | Klas. końcowa |
| Konkurencja       | Przeciwnik I       | Przeciwnik II          | Miejsce       |
| ----------------- | ------------------ | ---------------------- | ------------- |
| 57 kg styl wolnym | Ken Irvine (GBR) P | Edvin Vesterby (SWE) P | 14.           |